# سوپر سینگ
سوپر سینگ (به انگلیسی: Super Singh) فیلمی محصول سال ۲۰۱۷ و به کارگردانی آنوراگ سینگ است. در این فیلم بازیگرانی همچون دیلجیت دوسانجه، سونام باجوا، پاوان مالهوترا، کیشور کادام و ساندیا مریدول ایفای نقش کرده‌اند.